# Fricativa labiodental eyectiva
La fricativa labiodental eyectiva es un sonido consonántico eyectivo, usado en algunos idiomas hablados, el símbolo del alfabeto fonético internacional es una fricativa labiodental sorda ⟨f⟩ pero con el apóstrofo de las consonantes eyectivas para indicar que no se usarán los pulmones, su símbolo en X-SAMPA correspondiente es (f_>).

## Características
- Es una consonante fricativa, lo que significa que su sonido se genera en la boca por las vibraciones de una turbulencia causada por la corriente del aire expulsado.
- Es un sonido labiodental, lo que significa que están involucrados los dientes y labios. En este caso, el labio inferior toca los dientes incisivos superiores durante la articulación.
- Es una consonante central, por lo que se produce por la dirección de flujo de aire a través de un canal en el centro de la lengua, y así se dirige el aire hasta los bordes de los dientes, causando una turbulencia de alta frecuencia.
- Su tipo de fonación es sorda, lo que significa que se produce sin vibraciones de las cuerdas vocales.
- Es una consonante oral, lo que significa que se permite que el aire escape a través de la boca, no por la nariz.
- El mecanismo de la corriente de aire es eyectivo (egresivo glótico), lo que significa que el aire es expulsado al bombear la glotis hacia arriba.

## Ocurre en
| Idioma                          | Palabra  | AFI        | Significado   | Notas |
| ------------------------------- | -------- | ---------- | ------------- | --- |
| Abjasio                         | апа      | [afʼa]     | 'delgado'     | Solo se encuentra en esta palabra, que es pronunciada como [afʼa] solo por algunos hablantes, pronunciada [apʼa] por la mayoría. |
| Chontal del altiplano oaxaqueño | ɫof'aneh | [ɬofʼaneʔ] | 'elote'       | |
| cabardino                       | фӏыцӏэ   | [fʼət͡sʼa]ⓘ | 'negro'       | Corresponde a [ʃʷʼ] en Adigué.                                                                                                   |
| Yapes                           | f'aang   | [fʼaːŋ]    | 'type of eel' | |